# Meurtre de Michele Avila
 (août 2024).
La mise en forme du texte ne suit pas les recommandations de Wikipédia : il faut le « wikifier ».
Les points d'amélioration suivants sont les cas les plus fréquents. Le détail des points à revoir est peut-être précisé sur la page de discussion.
- Les titres sont pré-formatés par le logiciel. Ils ne sont ni en capitales, ni en gras.
- Le texte ne doit pas être écrit en capitales (les noms de famille non plus), ni en gras, ni en italique, ni en « petit »…
- Le gras n'est utilisé que pour surligner le titre de l'article dans l'introduction, une seule fois.
- L'italique est rarement utilisé : mots en langue étrangère, titres d'œuvres, noms de bateaux, etc.
- Les citations ne sont pas en italique mais en corps de texte normal. Elles sont entourées par des guillemets français : « et ».
- Les listes à puces sont à éviter, des paragraphes rédigés étant largement préférés. Les tableaux sont à réserver à la présentation de données structurées (résultats, etc.).
- Les appels de note de bas de page (petits chiffres en exposant, introduits par l'outil «  Source ») sont à placer entre la fin de phrase et le point final[comme ça].
- Les liens internes (vers d'autres articles de Wikipédia) sont à choisir avec parcimonie. Créez des liens vers des articles approfondissant le sujet. Les termes génériques sans rapport avec le sujet sont à éviter, ainsi que les répétitions de liens vers un même terme.
- Les liens externes sont à placer uniquement dans une section « Liens externes », à la fin de l'article. Ces liens sont à choisir avec parcimonie suivant les règles définies. Si un lien sert de source à l'article, son insertion dans le texte est à faire par les notes de bas de page.
- La présentation des références doit suivre les conventions bibliographiques. Il est recommandé d'utiliser les modèles {{Ouvrage}}, {{Chapitre}}, {{Article}}, {{Lien web}} et/ou {{Bibliographie}}. Le mode d'édition visuel peut mettre en forme automatiquement les références.
- Insérer une infobox (cadre d'informations à droite) n'est pas obligatoire pour parachever la mise en page.

Pour une aide détaillée, merci de consulter Aide:Wikification.
Si vous pensez que ces points ont été résolus, vous pouvez retirer ce bandeau et améliorer la mise en forme d'un autre article.
Michele Yvette "Missy" Avila née le 8 février 1968 à Los Angeles et morte le 1er octobre 1985 dans la même ville était une adolescente américaine qui a été assassinée par ses anciennes amies mais aussi ses rivales, qui s'appelaient Karen Severson et Laura Doyle, en octobre 1985.

## Contexte
Michele Avila a grandi dans le quartier d'Arleta, Los Angeles, dans la vallée de San Fernando. Elle et Karen Severson étaient meilleures amies depuis l'âge de huit ans. En entrant au lycée de San Fernando, les deux filles ont commencé à s'éloigner. Karen serait devenue jalouse de Michele, perçue comme plus populaire et plus attirante. Karen était également bouleversée parce que Michele passait moins de temps avec elle, préférant la compagnie des garçons. Karen a alors lancé une rumeur selon laquelle Michele avait eu des relations sexuelles avec plusieurs garçons de leur lycée. À cause de cela, Michele a été battue par un groupe de filles qui l'accusaient de coucher avec leurs petits-amis.
Pendant la première année des filles au lycée, Michele Avila a commencé une relation avec un garçon nommé Randy. Avila a rompu leur relation après un mois en raison des fêtes constantes de Randy. Peu après la rupture, Karen et Randy ont commencé une relation et ont finalement emménagé dans un appartement ensemble. Karen Severson a dit plus tard à la mère d'Avila, Irene, qu'elle avait vu Randy tirer Avila sur ses genoux lors d'une fête. À l'époque, Avila avait dit à Randy qu'elle n'était pas intéressée à recommencer une relation avec lui et avait conseillé à Karen de rompre avec son copain. L'incident énerva Karen et décide d'arrêter de parler à Avila. Dix jours avant la mort de Michelle Avila, les deux jeunes femmes ont eu une altercation physique dans un parc du quartier de la ville. D'après des témoins, Karen aurait menacée Michele avec une bouteille de bière cassée, puis l'a poussée et giflée.

## Meurtre
Le 1er octobre 1985, Michele dit à sa mère qu'elle sort avec l'une de ses amies du lycée, Laura Doyle. Elle est venue la récupérée en voiture et les deux sont parties. Quatre heures plus tard, Laura a appelé la mère d'Avila et a demandé à parler à Missy (surnom de Michele). Après que la mère de Michele Avila ait dit à Laura qu'elle pensait que sa fille était avec elle, elle lui a dit qu'elle avait déposé Michele avec trois garçons qui conduisaient une Camaro bleue. Après avoir fait le plein d'essence, Laura a déclaré qu'elle était retournée à l'endroit où elle avait déposé Michele, mais qu'elle et les trois garçons étaient partis.
Le 4 octobre, soit trois jours après, le corps de Michele Avila a été retrouvé retourner dans un ruisseau du canyon Big Tujunga, dans la forêt nationale d'Angeles. Elle aurait été noyée par force dans 15 centimètres d'eau, qui ont été suffisant pour qu'elle décède. De plus, ses cheveux qui lui arrivaient jusqu'à la taille avaient été coupés et une bûche de 132 centimètres avait été trouvée le long de son corps. Le corps de Michele repose au cimetière San Fernando Mission Cemetery.

## Condamnation et conséquences
Irene Avila a déclaré plus tard qu'elle n'avait aucune raison de soupçonner que Karen Severson ou Laura Doyle, les amies de Michele, étaient impliquées dans la mort de sa fille. Toutes les deux avaient assistées aux funérailles de Michele Avila et Doyle avait même envoyé à la famille une carte de condoléances accompagnée de 20 dollars américains. De plus, Karen Severson a également emménagé avec Irene Avila, la maman, pendant un certain temps pour la consoler et devenir une « fille de subtitut, de remplacement » , (bien que cela soit contesté par Karen). Severson était apparemment une personne obsédée par le meurtre. Elle s'est rendue plusieurs fois par semaine sur la tombe de son ancienne amie, a couvert les murs de sa chambre de photos de Michele et d'extraits de journaux sur le crime, et s'est rendue à plusieurs reprises près de la rivière où le corps de Michele Avila a été retrouvé. Au bout d'un moment, elle a même dit à Irene Avila qu'elle avait vu le fantôme de Michele.
La police n'avait aucune piste pour cette affaire et elle est restée sans suite. Cependant, trois ans après, le 26 juillet 1988, Eva Chirumbolo, une adolescente qui avait fait un trajet de 45 minutes en voiture dans les montagnes, s'est manifestée au commissariat et a raconté le meurtre à la police. Severson et Doyle ont été arrêtés et accusés de meurtre au premier degré . Selon les procureurs, Karen et Laura auraient attirées la victime Michele Avila vers le ruisseau, puis lui auraient crié dessus à propos de sa nymphomanie et de sa promiscuité avec les garçons présents au lycée, dont leurs petit-amis de l'époque. Les deux filles l'ont accusée d'avoir gâché trop de relations amoureuses et qu'elle était responsable de leurs séparations. Les deux femmes ont ensuite maintenu le corps de Michele dans environ 15 centimètres d'eau. Pour maintenir son corps dans l'eau, les deux amies ont placé une branche d'arbre de 132 centimètres et de 45 kilos environ sur son corps.
En mars 1990, Karen Severson et Laura Doyle ont été jugées coupables de meurtre au second degré et condamnées toutes les deux à une peine entre 15 ans de prison à la prison à vie. Les juges ont déclaré plus tard qu'ils n'étaient pas convaincus que le meurtre de Michele Avila aie été vraiment planifié par les deux femmes et ont donc rejeté l'accusation de départ d'un meurtre au premier degré. Les deux femmes sont toutes les deux sorties de prison aujourd'hui ; Karen Severson est sortie le 9 décembre 2011, après avoir purgée une peine de 21, 5 ans et Laura Doyle est sortie l'année d'après, en décembre 2012, après y avoir passé 22 ans.
Après que Karen Severson soit sortie de prison, elle a commencé à promouvoir un mémoire sur le crime de son ancienne meilleure amie et de son expérience en prison et a conclu un accord pour qu'un film soit produit sur cette terrible histoire. La famille d'Avila l'a d'ailleurs poursuivie en justice en 2015, voulant récupérer les bénéfices des ventes. Pour cette raison, l' État de Californie des Etats-Unis, a adopté une loi, la loi Missy, qui oblige aux personnes ou aux groupes qui contribuent à la publication d'œuvres réalisées par des criminels contactent les familles des victimes au sujet des œuvres.

## Dans la culture populaire
- L'affaire a inspiré un livre,Missy's Murder de Karen Kingsbury, qui l'a co-écrit avec Karen Severson, la meurtrière[6].
- L'affaire a également inspiré un film,A Killer Among Friends, avec Tiffani-Amber Thiessen et Patty Duke[5].
- Le 13 janvier 2012, l'affaire a été présentée dans un épisode de Deadly Women intitulé "Deadly Delinquents"[11].
- Le 31 mars 2013, l'affaire a été présentée dans un épisode de Unusual Suspects intitulé "Deadly Forest"[12].
- Le 17 décembre 2014, le cas a été présenté dans le Dr. Phil show, avec une interview de Karen Severson[13].
- Le 5 octobre 2018, la série Investigation Discovery In Plain Sight a documenté l'affaire dans l'épisode « Circle of Distrust »[14].